# Katana Chance
Kacy Esther Catanzaro (Glen Ridge, Nueva Jersey, 14 de enero de 1990), conocida como Katana Chance, es una luchadora profesional, gimnasta y atleta televisiva estadounidense. Conocida por su paso en la empresa WWE, donde se presentaba en la marca Raw. En sus primeras etapas con la antedicha compañía, fue conocida como Kacy Catanzaro.
Dentro de sus logros está el haber sido la primera mujer en calificar para la final de la serie deportiva de televisión American Ninja Warrior y la primera mujer en completar un curso de Finales de la ciudad.

## Primeros años
Nacida en Glen Ridge, Nueva Jersey , Catanzaro creció y asistió a la escuela secundaria en las cercanías de Belleville y es de ascendencia italiana. Ella es una mujer relativamente pequeña, mide solo 5 pies (1.524 m) de altura y pesa solo 95 libras (43 kg). Comenzó a hacer gimnasia a los 5 años. Asistió a la Universidad de Towson en Towson, Maryland , desde 2009 hasta 2012, y estudió educación infantil en una beca deportiva.

## Carrera como gimnasta

### Olímpica junior
Catanzaro era una gimnasta olímpica junior , que comenzó a entrenar a los 6 años. Alcanzó el nivel 10 en 2007 y compitió en los Campeonatos estatales del nivel 10 de Nueva Jersey en 2007, donde se ubicó en el quinto lugar en la división Senior-A. Al año siguiente, Catanzaro compitió en el Campeonato Estatal de Nivel 10 de Nueva Jersey 2008, donde se ubicó en tercer lugar y avanzó al Campeonato Nacional Olímpico Junior 2008. Terminó 23° en la general, pero terminó sexto en las barras desiguales.

### NCAA
Catanzaro compitió en gimnasia para Towson en la División I de la National Collegiate Athletic Association. Hizo su debut en la temporada 2009. Catanzaro ayudó al equipo de gimnasia de Towson Tigers a ganar los Campeonatos de la Conferencia Atlética de Eastern College en 2009 y 2010. En su último año de carrera, fue nombrada Gimnasta del Año del Sureste Regional en 2012. También fue nombrada la Escuela del Este de 2012 Gimnasta de la Conferencia Atlética del Año y fue el competidor mejor clasificado en esa conferencia para ese año.

## Carrera como competidora de obstáculos
Trabajó para Alpha Warrior, un gimnasio de carreras de obstáculos en San Antonio, Texas, desde febrero de 2013.
Catanzaro pasó dos años entrenando para American Ninja Warrior junto a su novio y co-competidor Brent Steffensen. No completó el curso de calificación en Venice, California , pero fue un invitado invitado en las finales de 2013, donde se cayó temprano en el ciclo / anillo de Gigantes.
En 2014, Catanzaro se convirtió en la primera mujer en completar el curso de clasificación de American Ninja Warrior (Temporada 6), convirtiéndose en el muro torcido en su segundo intento a las 5:26.18 en la clasificación de Dallas, clasificándola en 21 de 30; esto también la convierte en la primera mujer en formar parte del muro deformado en competición. Más tarde, en el mismo año, Catanzaro compitió en las finales de Dallas de American Ninja Warrior. Fue la primera mujer en completar un curso final de ciudad (y la segunda mujer en intentarlo después de Jessie Graff en la temporada 5), clasificándose para las finales nacionales en Las Vegas con un tiempo de 8:59. (Hasta 2017, sigue siendo la única mujer que ha completado un curso de Finales de la ciudad) El comentarista anfitrión Akbar Gbaja-Biamila comentó: "He visto la grandeza durante mi carrera en la NFL". Y me ha sorprendido la gente, pero estoy realmente asombrado de Kacy". La carrera había sido especialmente notable porque, debido a su baja estatura, muchos de los obstáculos parecían difíciles de manejar y, en un caso, tuvo que saltar entre tablas, mientras que otros competidores podían atravesarlos. Su logro la convirtió en un fenómeno de las redes sociales, ya que su carrera fue vista más de 100 millones de veces; simpatizantes en Twitter acuñaron el hashtag #MightyKacy. Kacy Catanzaro no pudo completar la primera ronda de las finales nacionales en Las Vegas. Pasó los primeros tres obstáculos, incluido el Anillo gigante y el Control deslizante de seda, antes de que cayera en el intento de la Araña saltarina, donde su extensión completa era simplemente demasiado corta para mantener la posición.
En la ronda clasificatoria de Houston 2015 (temporada 7), Catanzaro no pudo completar el curso luego de caer en el cruce de carga. Se le dio un wild card en Las Vegas y que fracasó debido a un salto de trampolín violenta entrada en el Bar de la hélice en la Etapa 1 de las finales de septiembre 7. Por este tiempo la presión que sentía a la altura de su reputación como la emisión de American Ninja Warrior Según los informes, la mayor competidora femenina se mostraba y ella estaba llorosa en la entrevista posterior a la carrera.
En 2016, Catanzaro fue invitado a competir en la 32ª competencia de la versión japonesa original de ANW, Sasuke. Catanzaro tuvo un buen desempeño, completando 8 de los obstáculos de la etapa 1 antes de descartar el último obstáculo, el Lumberjack Climb. Desde la renovación del curso y la mayor dificultad, Catanzaro estableció el récord para lo más lejos que ha estado una atleta y lo más cerca que una atleta ha llegado a completar la etapa 1 desde la 2ª competencia (hasta 2017, cuando Jessie Graff completó la etapa 1 y se convirtió en la primera mujer alguna vez para completar la etapa 2.)
En la ronda clasificatoria de Oklahoma City 2016 (Temporada 8), Catanzaro no pudo completar el curso luego de caer en un obstáculo temprano, el Run Runner, el 20 de junio; sin embargo, nuevamente le dieron un lugar de comodín en Las Vegas. En las Finales Nacionales de Las Vegas, Etapa 1, cayó en el segundo obstáculo.
En diciembre de 2016, Catanzaro fue anfitrión de la serie de programas Locura por el Team Ninja Warrior College Madness.
En 2017, Catanzaro compitió en la temporada 9 de American Ninja Warrior en la clasificación y final de la ciudad de San Antonio. En el primero, falló en el cuarto obstáculo, pero lo hizo lo suficientemente bien como para clasificarse para las finales de la ciudad bajo las nuevas reglas del programa. En esa última carrera, tuvo su mejor desempeño desde 2014, superando a los Sky Hooks y el quinto obstáculo para obtener el Warped Wall ahora más alto, que no pudo superar. No obstante ella se clasificó para las finales nacionales. En las finales nacionales, falló en la Etapa 1 en el Double Dipper.
En 2017, Catanzaro anunció su retiro de American Ninja Warrior, y la temporada 9 fue la última.

## Carrera como luchadora profesional

### WWE(2017-2025)

#### NXT (2017–2023)
El 4 de enero de 2017, Catanzaro recibió una prueba con WWE en el WWE Performance Center. Se anunció el 27 de agosto durante el Mae Young Classic que Catanzaro había firmado un contrato con WWE. El 18 de enero de 2018, WWE anunció oficialmente que Catanzaro había reportado al WWE Performance Center. Hizo su debut en el ring de NXT en vivo el 19 de abril en Sanford, Florida, en un esfuerzo por perder ante Reina González.
Ella continuó haciendo apariciones en 2018, tanto en programas como en la televisión de NXT; ella lucha como una face y se inspira en el eslogan "Cinco pies de furia" de Alexa Bliss de WWE, haciendo referencia al tamaño diminuto de Catanzaro. El segundo episodio del Mae Young Classic se transmitió el 12 de septiembre, Catanzaro hizo su debut televisivo en una esforzada lucha contra Reina González en la que resultó como ganadora de la primera ronda y en el episodio 5, perdió en la segunda ronda ante Rhea Ripley. El 27 de enero de 2019, Catanzaro hizo su debut en el roster principal, apareciendo en el Royal Rumble.
En agosto del mismo año, se informó que Catanzaro le dio aviso a WWE debido a una lesión en la espalda que sufría, poco después surgirían rumores de su posible salida de la empresa e incluso su perfil fue eliminado.
El 15 de enero de 2020 en NXT, Catanzaro regresaría a la acción después de casi 6 meses enfrentando a Candice LeRae, Mia Yim, Bianca BelAir, Mercedes Martinez, Io Shirai, Xia Li, Tegan Nox, Shotzi Blackheart, Vanessa Borne, Kayden Carter, Santana Garrett, Shayna Baszler, MJ Jenkins, Catalina García, Deonna Purrazzo, Samantha DeMartin y Jessi Kamea en una Battle Royal Match por una oportunidad al Campeonato Femenino de NXT de Rhea Ripley en NXT TakeOver Portland, sin embargo no logró ganar. Posteriormente Kacy revelaría que no estuvo activa los últimos meses debido a que estaba enfocada en su vida privada.
A principios de 2021 Kacy formaría equipo con Kayden Carter llamándose de forma no oficial como "Team Ninja", fueron anunciadas con uno de los equipos participantes para el primer Dusty Rhodes Tag Team Classic femenil donde en la primera ronda derrotaron a Toni Storm y Mercedes Martínez. Para finalmente perder en las semifinales del torneo ante Dakota Kai y Raquel González.
En NXT emitido el 13 de julio, junto a Kayden Carter derrotaron a The Robert Stone's Brand (Aliyah & Jessi Kamea), en NXT emitido el 27 de julio, junto a Kayden Carter derrotaron a Franky Monet & Jessi Kamea. En NXT emitido el 31 de agosto, se anunció que junto a Kayden Carter recibieron una oportunidad a los Campeonatos Femeninos en Parejas de NXT de Io Shirai & Zoey Stark, la siguiente semana en NXT, junto a Kayden Carter se enfrentaron a Io Shirai & Zoey Stark por los Campeonatos Femeninos en Parejas de NXT, sin embargo perdieron y después del combate, fueron atacadas por Mandy Rose, Gigi Dolin & Jayce Jane, la siguiente semana en NXT 2.0, junto a Kayden Carter derrotaron a Gigi Dolin & Jacy Jayne por descalificación debido al ataque de una mujer misteriosa, revelándose como Mandy Rose con una nueva apariencia, pero salió Sarray ahuyentando a Rose, Dolin & Jayne, seguidamente junto a Kayden Carter & Sarray fueron derrotadas por Mandy Rose, Gigi Dolin & Jacy Jayne. En NXT 2.0 del 2 de noviembre, junto a Kayden Carter salieron hacia al ring para salvar a Io Shirai que estaba siendo atacada por Toxic Attraction (Gigi Dolin & Jacy Jayne), la siguiente semana en NXT 2.0, junto a Kayden Carter e Io Shirai fueron derrotadas por Toxic Attraction (Mandy Rose, Gigi Dolin & Jacy Jayne), en NXT 2.0 del 23 de noviembre, junto a Kayden Carter derrotaron a Indi Hartwell & Persia Pirotta.
En New Year's Evil, durante un segmento de backstage, estaba entrenando con Kayden Carter hasta que llegó Amari Miller a charlar con ellas, seguidamente fueron desafiadas por Indi Hartwell & Persia Pirotta. A la siguiente semana en NXT 2.0, junto a Kayden Carter & Amari Miller fueron derrotadas por Wendy Choo, Indi Hartwell & Persia Pirotta. En NXT 2.0 del 22 de febrero, junto a Kayden Carter derrotaron a Ivy Nile & Tatum Paxley en la Primera Ronda del Dusty Rhodes Women's Tag Team Classic, avanzando a la Semifinal. En NXT Roadblock, junto a Kayden Carter se enfrentaron a Io Shirai & Kay Lee Ray en la Semifinal del Dusty Rhodes Women's Tag Team Classic, sin embargo perdieron.
En la edición del 2 de agosto de 2022 de NXT y después de muchos intentos, Kacy se consagró campeona femenina en pareja de NXT junto a su compañera Kayden Carter, siendo este su primer título como luchadora profesional. En Worlds Collide III, junto a Kayden Carter derrotaron a Doudrop & Nikki A.S.H. reteniendo los Campeonatos Femeninos en Parejas de NXT, durante el combate, Toxic Attraction (Gigi Dolin & Jacy Jayne) interfirieron en contra de Doudrop & Nikki.
En NXT Vengeance Day, junto a Kayden Carter fueron derrotadas por Fallon Henley & Kiana James perdiendo los Campeonatos Femeninos en Parejas de NXT. En NXT Level Up emitido el 14 de abril, junto a Kayden Carter derrotaron a Elektra Lopez & Lola Vice.
En el episodio de NXT del 2 de mayo, junto a Kayden Carter se enfrentaron a Isla Dawn & Alba Fyre por los Campeonatos Femeninos en Parejas de NXT, sin embargo perdieron, siendo su último combate en NXT.

#### Roster Principal (2023-2025)
Hizo su debut en el Roster Principal junto a Kayden Carter en el episodio de Raw del 5 de junio, enfrentándose a las Campeonas Femeninas en Parejas de WWE Shayna Baszler & Ronda Rousey en un combate no titular, sin embargo perdieron.
En el episodio de Raw del 18 de diciembre, junto a Kayden Carter derrotaron Chelsea Green & Piper Niven ganando los Campeonatos Femeninos en Parejas de WWE por primera vez.
Iniciando el 2024, en el episodio especial de Raw, llamado Raw: Day 1, durante una fiesta electrónica junto a Kayden Carter, fueron detenidas por Chelsea Green & Piper Niven reclamando una revancha por los Campeonatos Femeninos en Parejas de WWE, a lo que Carter & Chance aceptaron y le echaron una bebida en la cara a Green. La siguiente semana en Raw, junto a Kayden Carter derrotaron a Chelsea Green & Piper Niven reteniendo los Campeonatos Femeninos en Parejas de WWE, la siguiente semana en el episodio de SmackDown del 19 de enero, junto a Kayden Carter derrotaron a Unholy Union (Isla Dawn & Alba Fyre) reteniendo los Campeonatos Femeninos en Parejas de WWE, después del combate, fueron confrontadas por The Kabuki Warriors (Asuka & Kairi Sane), la siguiente semana en SmackDown, junto a Kayden Carter fueron derrotadas por The Kabuki Warriors (Asuka & Kairi Sane) perdiendo los Campeonatos Femeninos en Parejas de WWE, terminando con un reinado de 39 días. En Royal Rumble participó en la Women's Royal Rumble Match ingresando de #9, y juntos Kayden Carter eliminó a Asuka, sin embargo fue eliminada por Nia Jax, durando 25 minutos y 48 segundos.
Como parte de una fuerte reestructuración en la empresa de lucha libre profesional WWE, el 2 de mayo de 2025, fue liberada de su contrato, terminando 8 años de haber trabajado en la empresa.

## Campeonatos y logros
- WWE
  - NXT Women's Tag Team Championship (1 vez) — con Kayden Carter.[34]
  - WWE Women's Tag Team Championship (1 vez) — con Kayden Carter.
- Pro Wrestling Illustrated
  - Situada en el Nº63 en el PWI Female 100 en 2019.